# شهرستان فامنین
شهرستان فامنین یکی از شهرستان‌های ده‌گانهٔ استان همدان است که در شمال شرق این استان واقع شده‌است. این شهرستان از سمت شمال به شهرستان رزن، از سمت جنوب به شهرستان همدان، از سمت شرق به استان مرکزی و از سمت غرب به شهرستان کبودرآهنگ محدود شده‌است. شهرستان فامنین با مساحتی حدود ۱۰۳۶ کیلومتر مربع، ۶٫۷ درصد از مساحت کل استان همدان را تشکیل می‌دهد. این شهرستان از مراکز مهم تولید محصولات کشاورزی در سطح استان به‌شمار می‌رود. شهرستان فامنین در سال ۱۳۹۵ بالغ بر ۳۹٬۳۵۹ تن جمعیت داشته‌است.

## مردم
مردم شهرستان فامنین شیعه مذهب و به زبان ترکی آذربایجانی با گویش خاص منطقه صحبت میکنند و از لحاظ فرهنگی مشابه سایر ترک‌زبانان منطقه می‌باشند.

## چهره‌های مشهور
- محمد مفتح[۴] از جمله مشهورترین مبارزان دوران انقلاب اسلامی ایران است که در ۲۷ آذرماه ۱۳۵۸ به دست گروه فرقان ترور شد.
- از دیگر عالمان بنام  این دیار می توان به شیخ ابراهیم،آیت آشیخ میرزا علی موحدی و آیت الله جناب نام برد .
- غیاث الدین طه محمدی نماینده سابق ولی فقیه و امام جمعه شهر همدان و عضو سابق مجلس خبرگان رهبری
- علی عندلیبی استاد مطرح حوزه علمیه قم، عضو شورای مشورتی فقهی شورای نگهبان و عضو جامعه مدرسین حوزه علمیه قم[۵] وی همچنین کتب فراوان فقهی تدوین کرده که فقه بورس و اوراق بهادار (در 10 جلد و به دو زبان فارسی و عربی) از جمله آثار اوست. این کتاب در حضور رئیس بانک مرکزی دکتر فرزین و مدیر حوزه علمیه قم علیرضا اعرافی و بزرگان حوزه رونمایی شد.[۶]
- روح‌الله سهرابی[۷] نویسنده و کارگردان سینما و تلویزیون ایران. ازجمله آثار او فیلم سینمایی خاکستر و برف[۸] و سریال ۵۰ قسمتی آرام می‌گیریم،[۹]،[۱۰]،[۱۱][۱۲][۱۳] است که در نظر سنجی مردمی، پرمخاطب‌ترین سریال سال ۱۳۹۵ ایران لقب گرفت.
- یحیی دولتی[۱۴][۱۵][۱۶] فوق تخصص پوست و مو. بنیانگذار کلینیک تخصصی پوست و مو در ایران

## بناهای تاریخی
بناهای تاریخی شهرستان فامنین:
- آتشکدهٔ قره‌تپه.
- امامزاده عین و غین.
- برج گلشن.
- پل جهان‌آباد.
- حمام فامنین.
- غار قلعه‌جوق.
- کاروانسرای یارم‌قیه.
- مسجد خوش‌آباد.

## تقسیمات کشوری
شهرستان فامنین از ۲ بخش، ۱ شهر و ۴ دهستان تشکیل یافته‌است:
- بخش مرکزی
  - دهستان خرم‌دشت
  - دهستان مفتح

شهرها: فامنین
- بخش پیشخور
  - دهستان پیشخور
  - دهستان زردشت